# Pachypanchax patriciae
Пахипанхакс Патрісії (Pachypanchax patriciae) — тропічний прісноводний вид риб родини аплохейлових (Aplocheilidae). Був описаний 2006 року серед чотирьох нових видів роду Pachypanchax з Мадагаскару. До того певний час був відомий під назвою Pachypanchax sp. nov. 'Talio'. Отримав назву на честь Патрісії Язгі (англ. Patricia Yazgi, 1946—2006), яка керувала благодійною організацією Friends of Fishes і здійснювала підтримку зусиль із документування та збереження прісноводної іхтіофауни Мадагаскару.

## Опис
Максимальна стандартна (без хвостового плавця) довжина типових зразків становить 51,8 мм, висота тіла — 21,8-25,8 %, довжина хвостового стебла — 11,9-19,3 %, висота хвостового стебла — 12,3-17,7 % стандартної довжини. Pachypanchax patriciae має загострену морду, рот широкий, його щілина спрямована вгору. На кожній щелепі є один ряд трохи загнутих назад конічних зубів. Довжина голови становить 24,8-32,3 %, довжина морди 5,6-10,1 %, діаметр ока 7,4-11,6 %, міжорбітальна відстань 10,6-14,4 % стандартної довжини. 9-11 тичинок на першій зябровій дузі.
Предорсальна (до початку спинного плавця) довжина становить 68,5-77,8 %, а довжина основи цього плавця — 9,6-15,6 % стандартної довжини, плавець має 2-4 нерозгалужених і 8-11 розгалужених (всього 11-14) променів, сьомий або восьмий промінь у самок і восьмий або дев'ятий у самців найдовший. Преанальна (до початку анального плавця) довжина становить 59,3-67,2 %, довжина основи цього плавця 17,2-26,6 % стандартної довжини, плавець має 2-3 нерозгалужених і 14-17 розгалужених (всього 17-20) променів, сьомий або восьмий промінь у самок і чотирнадцятий або п'ятнадцятий у самців найдовший. Спинний та анальний плавці в самців загострені на кінці. Хвостовий плавець обрізаний, але з округлими кутами. В черевних плавцях по 1 нерозгалуженому й по 5 розгалужених променів, відстань від кінчика морди до початку цих плавців становить 45,0-56,8 % стандартної довжини. В грудних плавцях по 13-15 променів, їхня довжина становить 12,6-19,0 % стандартної.
Луски циклоїдні, 30-32 уздовж середньо-бічної лінії. 14 поперечних рядів лусок. Фронтальні луски типу Е з наявністю лусочок типу H. Луски на грудях такого ж розміру, що й на боках. На щоках два ряди лусочок. Прикоренева третина, а то й половина хвостового плавця щільно вкрита лусками, основи спинного та анального плавців також вкриті лусками.

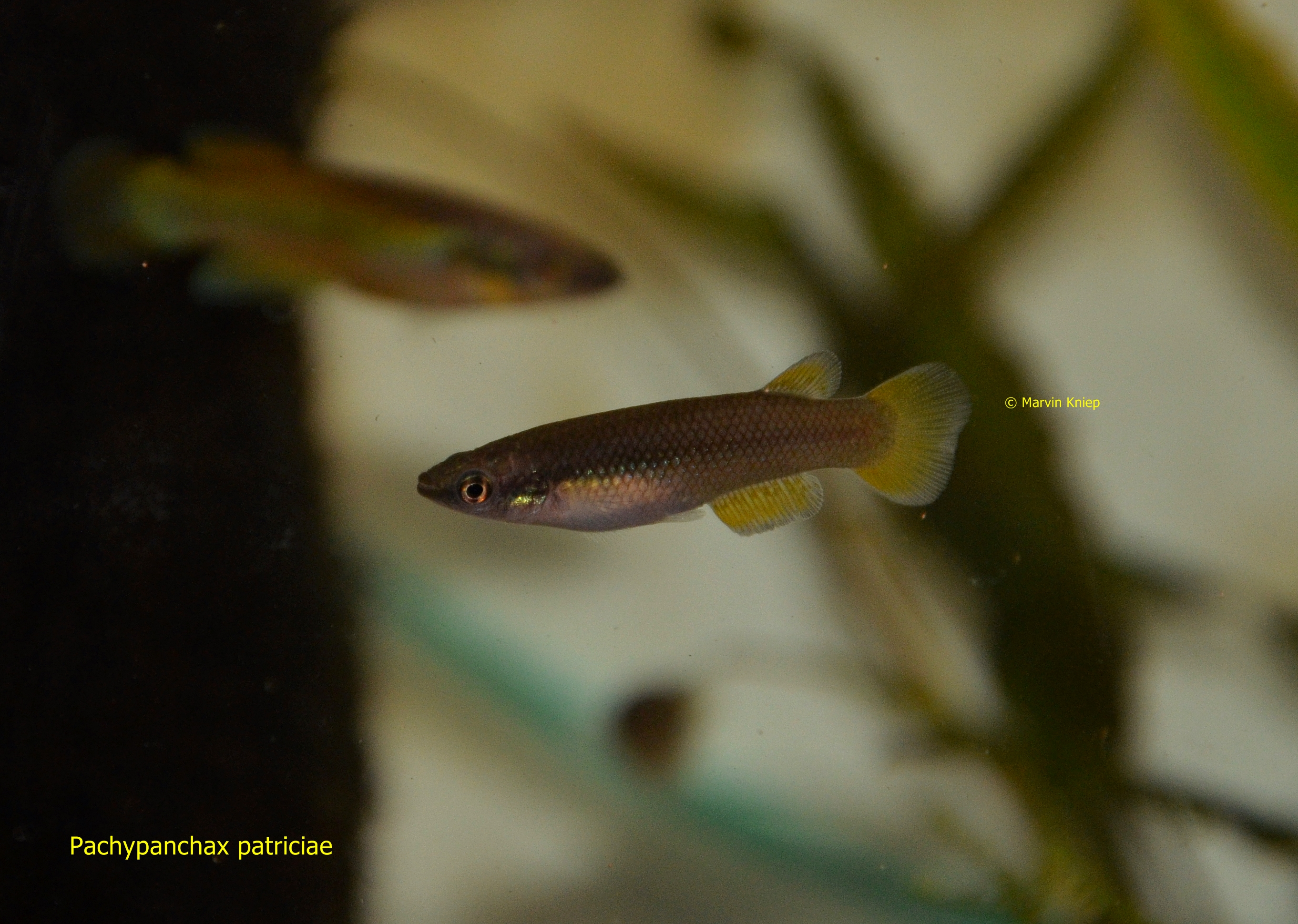
Самки Pachypanchax patriciae.

Самці Pachypanchax patriciae мають два варіанти забарвлення: червоний і блакитний. Червоні самці зустрічаються рідше, причому, що далі на південь, їхня доля зменшується, й на самому півдні присутні лише блакитні самці. Спинний, хвостовий та анальний плавці мають яскраву білу облямівку, на останньому вона особливо виразна. Від ока до грудного плавця проходить темна горизонтальна смужка. Забарвлення самки невиразне, коричнювато-сіре, темніше на спині й світліше на череві.

## Поширення
Pachypanchax patriciae поширений на північному заході Мадагаскару (захід провінції Анціранана). Ендемік цього регіону.
Обмежується прибережними річками, водиться в басейнах Мананжеби (Mananjeba), Північної Магававі (Mahavavy du Nord), Іфасі (Ifasy), Манегоку (Manehoko) та Ампандри (Ampandra). Розрахункова площа поширення становить 1760 км².
Зустрічається доволі часто. Наразі пахипанхаксу Патрісії не загрожують інтродуковані хижаки або конкуренти. Натомість небезпеку становить деградація середовищ існування, спричинена вирубкою лісів, особливо в північній частині ареалу виду.
В невеличких обсягах цей вид є об'єктом місцевого рибальства. У багатьох озерах жінки та діти ловлять рибу великими неводами з дуже маленьким розміром вічка. Таким чином, до улову потрапляє вся риба, без будь-яких обмежень на розмір, включаючи й пахипанхаксів Патрісії.

## Спосіб життя
Прісноводний бентопелагічний вид риб. Зустрічається в різних середовищах існування, переважно в невеличких проточних або стоячих водоймам, зокрема це струмки, що впадають у великі річки, невеличкі озера тощо.
Ареал пахипанхакса Патрісії охоплює два різні біоми: мусонний ліс або ліс Самбірану (англ. Sambirano forest) на північному заході та листяний ліс на крайній півночі Мадагаскару, межа між ними проходить річкою Іфасі. Ліс Самбірану трохи зазнав деградації. Pachypanchax patriciae водиться тут у невеликих річках, які лімнологічно нагадують струмки східної частини Мадагаскару. Їхні води забарвлені танінами, кислі (pH 5,0–6,0), дуже м'які (GH і KH менше 18,0 ppm) і мають невелику кількість розчинених речовин (провідність: 19–24 мкСм/см²). Дно складається з ущільненої глини з піском і вкрите шаром органічного детриту. На мілководді, де тримається P. patriciae, бачили також молодь Oreochromis mossambicus, дрібних креветок з родини Атидові та широкий спектр водних комах. Тут присутні значні зарості ароїдних Typhonodorum lindleyanum та двох видів латаття (Nymphaea), але ні нитчастих водоростей, ні інших водних макрофітів не спостерігалося. На глибших ділянках водяться Paratilapia polleni, Ptychochromis oligacanthus, Glossogobius giuris, Anguilla bicolor.
Іфасі, Північна Магававі та Мананжеба — річки, які є типовими для західного Мадагаскару. Їхній гідрологічний режим відзначається різкими сезонними змінами. В зоні затоплення існують численні мацабури (малаг. matsabory, мілководні озера). Пахипанхакс Патрісії обмежується мацабурами та невеликими притоками основних річок. Вода в цих водоймах варіює від прозорої до каламутної, але ніколи не містить танінових плям, вона не така кисла, як у річках Самбірану (pH 6,5–7,2), твердіша (загальна та карбонатна твердість 36,0–71,6 ppm) і містить більшу концентрацію розчинених мінералів (провідність 38–74 мкСм/см²). Дно у більшості випадків також складається із глини та піску й укрите органічним детритом. В окремих водоймах присутньо багато затопленої деревини, зустрічаються зарості чотирилистки з роду Marsilea та скупчення нитчастих зелених водоростей, але в багатьох середовищах існування виду ні нитчастих водоростей, ні водних макрофітів не спостерігали. На глибших ділянках росте латаття. Поруч можуть розташовуватись болота, де серед рослинності переважає осока. В деяких середовищах існування пахипанхакс Патрісії був єдиною рибою, в інших разом із ним жила молодь тиляпій (Coptodon zillii, Oreochromis mossambicus, Paratilapia polleni). Також тут присутні креветки-атиїди, німфи бабок, різноманітні водні жуки (Coleoptera) та клопи (Hemiptera).
Харчується пахипанхакс Патрісії водними комахами та наземними комахами, які падають на воду. Іноді стає здобиччю хижих риб, зокрема P. polleni та G. giuris, але найбільшу загрозу для виду становлять рибоїдні птахи та німфи бабок.
Pachypanchax patriciae має тривалий період розмноження виду, що продовжується все літо південної півкулі.